# سيمون سانتانا
سيمون سانتانا (بالإسبانية: Simón Santana)‏ هو ملاكم تايلندي إسباني، ولد في 1980 في جمهورية الدومينيكان.